# Dicranomyia (Dicranomyia) bigladia
Dicranomyia (Dicranomyia) bigladia is een tweevleugelige uit de familie steltmuggen (Limoniidae). De soort komt voor in het Neotropisch gebied.